# Gualberto Alvino
Gualberto Alvino (Roma, 10 settembre 1953) è un filologo, critico letterario e scrittore italiano.

## Biografia
Inizia la sua attività di critico militante sulle pagine culturali di quotidiani, per poi proseguirla su riviste letterarie, tra le quali La Taverna di Auerbach, rivista internazionale di poetiche intermediali diretta da Giovanni Fontana, curando un numero dedicato ad Antonio Pizzuto, e Dismisura, di cui è stato collaboratore fisso, contribuendo con testi narrativi e traduzioni di poeti inglesi (William Blake, Thomas S. Eliot, Dylan Thomas).
Come critico e filologo, ha mostrato fin dagli inizi interesse per gli autori maggiormente attenti all'aspetto formale delle loro opere, da Gesualdo Bufalino a Vincenzo Consolo, da Stefano D'Arrigo a Sandro Sinigaglia, da Nanni Balestrini a Pizzuto, studiandone in diversi saggi la struttura linguistica e stilistica, la quale «lungi dal rappresentare un mero ingrediente del testo, è il testo».
Nel 1996 la Fondazione Antonio Pizzuto lo incarica di curare i carteggi dell'omonimo scrittore palermitano col filologo Gianfranco Contini, con la studiosa tedesca Margaret Piller Contini e col presidente dell'Accademia della Crusca Giovanni Nencioni, e di allestire le edizioni critiche degli inediti Giunte e virgole e Spegnere le caldaie.
Nel 1998 inizia la sua collaborazione continuativa con la rivista di letteratura contemporanea Avanguardia, diretta da Francesca Bernardini Napoletano e Aldo Mastropasqua dell'università “La Sapienza” di Roma; nel 2006 vi pubblica un'inchiesta sulla narrativa degli anni Duemila.
Nel 2001 vince il premio Feronia-Città di Fiano con la raccolta di saggi Chi ha paura di Antonio Pizzuto? Saggi, note, riflessioni, ove indaga il complesso lessico pizzutiano, fornendo, tra l'altro, un glossario di tutti i neologismi attribuibili allo scrittore.
Nel 2008 esordisce nella narrativa con il romanzo Là comincia il Messico, che tratta i temi della solitudine e della follia.
Dal 2005 tiene una rubrica di scritti "corsari" sulla rivista Fermenti, del cui comitato di redazione è membro dal 2008. Dirige per le Edizioni Polistampa la collana "Opere di Pizzuto" ed è consulente scientifico della Fondazione Antonio Pizzuto in Roma. Nel 2009 diventa redattore di "Le Reti di Dedalus", rivista online del Sindacato Nazionale Scrittori. È referente scientifico di Oblio ("Osservatorio Bibliografico della Letteratura Italiana Otto-novecentesca"). Collabora con l'Istituto della Enciclopedia Italiana.
Dal 2018 pubblica sul suo profilo Facebook gli sportelli grammaticali, brevi post in cui risponde a quesiti linguistici postigli da utenti, successivamente raccolti nel libro Maledetta grammatica.

## Opere principali

### Saggistica
- Tra linguistica e letteratura. Scritti su D'Arrigo, Consolo, Bufalino, introduzione di Rosalba Galvagno, Palermo, Nuova Graphicadue, 1998.
- Chi ha paura di Antonio Pizzuto? Saggi, note, riflessioni, introduzione di Walter Pedullà, Firenze, Polistampa, 2000, ISBN 88-8304-214-X. (vincitore del premio Feronia-Città di Fiano)
- Peccati di lingua. Scritti su Sandro Sinigaglia, postfazione di Pietro Gibellini, Roma Ostiense, Fermenti, 2009, ISBN 978-88-89934-92-0.
- Scritti diversi e dispersi (2000-2014), prefazione di Mario Lunetta, Roma 2015, ISBN 9788897171584
- Per Giovanni Nencioni, a cura di Gualberto Alvino, con 35 lettere inedite al curatore, Roma, Fermenti, 2017, ISBN 978-88-87959-95-6
- Dinosauri e formiche. Schegge di critica militante, Roma, Novecento Libri, 2018, ISBN 9-788894-340686
- Maledetta grammatica, prefazione di Claudio Giovanardi, Eboli, Caffè Orchidea, 2023, ISBN 979-12-81527-00-3
- Scritture verticali. Pizzuto, D'Arrigo, Consolo, Bufalino, Roma, Carocci editore, 2024, ISBN 978-88-290-2412-4
- Antonio Pizzuto, Viterbo, Biblioteca Società, 2025

### Narrativa
- Là comincia il Messico, collana: Selezione narrativa Polistampa, Firenze, Polistampa, 2008. ISBN 88-596-0329-3 (finalista al premio Feronia-Città di Fiano)
- Geco (e-book), Roma, Onyx Editrice, 2014. ISBN 978-88-89410-59-2
- Geco, Roma, Fermenti, 2017. ISBN 978-88-87959-96-3
- Pelle di tamburo, Eboli, Caffèorchidea, 2021 ISBN 978-88-94455-25-0

### Poesia
- L'apparato animale, introduzione di Giovanni Fontana, Torino, Robin, 2015. ISBN 9788867404926 (Premio Alessandro Tassoni 2015).
- Web Effects, LaRecherche.it, 2016.
- Rethorica novissima, prefazione di Francesco Muzzioli, Roma, Il ramo e la foglia, 2021, ISBN 979-12-80223-06-7
- Sala da musica. Trenta lezioni di poesia amorosa, prefazione di Luigi Matt, Castiglione di Sicilia (CT), Il Convivio, 2022 ISBN 978-88-3274-529-0

### Testi teatrali
- La Perfetta. Soliloquio infame, con un saggio di Dino Villatico, Doria di Cassano allo Ionio (CS), La Mongolfiera, 2021, ISBN 9791280419064.